# مبادئ ميكانيكا الكم
مبادئ ميكانيكا الكم هو كتاب من تأليف بول ديراك نشر عام 1930 باللغة الإنجليزية.

## مبادئميكانيكا الكم
مبادئ ميكانيكا الكم عبارة عن أفرودة عن ميكانيكا الكم نشرت أول مرة عام 1930 كتبها بول ديراك الفائز بجائزة نوبل للفيزياء.

### تاريخ
للكتاب أربع طبعات
نشرت الطبعة الأولى من الكتاب عام 1930 ثم نشرت الثانية عام 1935 وبعدها الثالثة عام 1947 ثم الرابعة عام 1958ونشرت طبعة معدلة للرابعة عام 1967

### محتوى الكتاب
1. مبدأ التراكب
2. المتغيرات الديناميكية والمرصودات
3. التمثيلات
4. الشروط الكمية
5. معادلات الحركة
6. بعض التطبيقات الأولية
7. نظرية الاضطراب
8. مسائل التصادم
9. المنظومات المحتوية على عدة جسيمات متطابقة
10. نظرية الإشعاع
11. النظرية النسبية للإلكترون
12. الإلكتروديناميكا الكمية